# Nasdaq Helsinki
Nasdaq Helsinki (anteriormente conhecida como Bolsa de Valores de Helsinque) é uma bolsa de valores localizada na cidade Helsinque, Finlândia e criada em 1912.
A Bolsa de Valores de Helsinque viu sua primeira transação em 7 de outubro de 1912, porém já existiam negociações em bolsas de valores na Finlândia já desde de a década de 1860, porém eram irregulares e somente em outubro de 1912 é que a atividade da bolsa de valores foram de vez regulamentadas.
Em 1935 foi implantado dentro de sua sede, um sistema eletromecânico para tornar as negociações mais produtivas e rápidas, em 1984 a bolsa de valores se tornou uma cooperativa, onde instituições financeiras, comerciantes e associações finlandesas passaram a administrar a bolsa.
Em 2003 a Bolsa de Helsinki (HEX Plc) se fundiu com a Bolsa de Estocolmo (OM) para formar a OM HEX, a fusão criou uma nova empresa com 2.030 funcionários, faturamento de 381 milhões de euros e lucro de 19 milhões de euros, em 3 de setembro de 2003, as duas bolsas passaram a serem negociadas já na nova marca.
A OM HEX mudou de nome para OMX no segundo semestre de 2004,em maio de 2007 a OMX foi comprada pela americana Nasdaq por 3,7 bilhões de dólares, a partir dai a empresa operadora passou a ser chamar Nasdaq OMX Group.
O principal indice da Nasdaq Helsinki é o OMX Helsinki 25, que existe desde de 4 de março de 1988.
Possui 134 empresas listadas e valor de mercado total de 268 bilhões de euros.